# Eugène Pehoua-Pelema
Eugène Pehoua-Pelema, né le 8 avril 1963, est un joueur et entraîneur centrafricain de basket-ball.

## Carrière
Eugène Pehoua-Pelema évolue en équipe de République centrafricaine masculine de basket-ball, remportant le Championnat d'Afrique 1987 et participant aux Jeux olympiques d'été de 1988. 
Il est ensuite directeur technique national et entraîne la sélection nationale au Championnat d'Afrique 2009.

## Famille
Il est le fils du dirigeant de basket-ball François Pehoua.